# Coco Lee
Pour les articles homonymes, voir Lee.
 (septembre 2022).
Coco Lee (en chinois simplifié : 李玟 ; pinyin : Lǐ Wén ; cantonais Jyutping : Lei5 Man4), née le 17 janvier 1975 à Hong Kong et morte le 5 juillet 2023 dans la même ville, est une chanteuse, auteure-compositrice et actrice sino-américaine.
Peu après ses débuts dans la musique en 1993, elle devient rapidement une chanteuse très populaire en Asie. Elle compte à son palmarès une vingtaine d’albums, les uns en mandarin ou cantonais, les autres en anglais.
Coco Lee est notamment l'interprète des bandes originales des films Tigre et Dragon, Just married (ou presque) et du dessin animé Mulan.
Elle est la première chanteuse chinoise à avoir signé chez une maison de disque aux États-Unis, la première à avoir chanté l'hymne américain aux NBA à Houston, mais surtout la première et unique Chinoise à avoir chanté à la cérémonie des Oscars à Los Angeles.

## Biographie

### Enfance
Coco Lee, de son vrai nom Lei Man, naît le 17 janvier 1975 à Hong Kong. Elle a deux sœurs ainées Carol et Nancy. Très tôt, son père décède, sa mère, médecin mais également musicienne de talent, est contrainte de s'installer à San Francisco pour son travail, alors que Coco est âgée de neuf ans. 
Elle est alors inscrite à l'école primaire Presidio Middle School à San Francisco. Après le collège où elle est capitaine de son équipe de volleyball, elle étudie au lycée Raoul Wallenburg Alternative toujours à San Francisco où elle est élue déléguée pendant quatre ans d'affilée.
En 1991, elle gagne le concours de beauté Miss Teen Chinatown ainsi que la première place d'un concours local de karaoké. Après le lycée, Coco souhaite suivre la même voie que sa mère et devenir médecin. Elle commence alors des études de médecine (biologie) à l'université de Californie à Irvine.

### Les années 1990
Au début des années 1990, Coco participe à plusieurs concours de chants avec ses deux grandes sœurs. Elle chante d'abord dans un club de karaoké à Fisherman's Wharf à San Francisco où il est possible d'enregistrer ses propres chansons. Sa meilleure amie lui paye alors un enregistrement et passe la cassette dans le restaurant de son père. Alors que tout le monde veut l'acheter, Coco réalise qu'elle pourrait en faire son métier.
En 1993, alors qu’elle est en vacances à Hong Kong, elle participe à un concours de chant télévisé (12th Annual New Talent Singing Awards) organisé par la chaîne TVB, dans le seul but de payer les réparations sur la voiture de sa mère qu’elle avait accidentée. Elle est la seule à chanter en anglais, une reprise de Run To You de Whitney Houston et remporte le second prix sur 30 000 participants, ce qui lui permet de recevoir de multiples propositions de contrats. Coco arrête alors ses études et commence une carrière professionnelle de chanteuse, qui la contraint de s’installer à Taïwan.
Elle apparaît dans plusieurs compilations sous le label Capital Artists où elle est accompagnée d'autres chanteurs tels qu'Edmond Leung, Sammi Cheng, Allen Ting ou encore Andy Hui.
En juin 1994, elle sort son premier album solo Love from now on avec la petite maison de disques Fancy pie. Elle apparaît sous le nom de "Coco" en référence au parfum Coco Chanel, que sa sœur Nancy appréciait beaucoup. Elle enchaine la même année avec son second album Promise me. Elle se hisse ensuite au sommet des classements avec Brave enough to love en 1995, un album de reprises en anglais qui se vend à 130 000 copies en un mois. En septembre 1995, elle sort son quatrième album Woman in love. Deux mois plus tard, elle effectue sa première tournée « You're in my heart » (你在我心上).
En 1996, Coco change de maison de disques et signe avec le grand groupe Sony Music. En juin, sort son nouvel album Coco Lee qui contient entre autres les chansons Love me a little longer, Yesterday's passion et She cries before she sleeps en duo avec Mindy Ke.
En novembre 1996, elle enchaîne avec Coco's party, un album de reprises en anglais qui se vend à 400 000 exemplaires sur l'année, puis Sincere en juin 1997 connu pour les titres Love you if I want ou encore Everytime I think of you.
En novembre 1997, elle sort un second album éponyme, cette fois-ci entièrement en cantonais, sa langue d'origine.
En 1998 l'album Di da di est un succès de vente considérable avec 1 million d’exemplaires vendus en moins de trois mois et 1,8 million de copies sur l'année. Le hit single Di da di est une reprise de And so the story goes de Maria Montell. Il est aujourd'hui un des titres phares de Coco avec After winter's gone  et All I want to say issus du même album.
Son album suivant, Sunny day, sorti en juin 1998, contient de nombreux tubes tels que Colors of the world, une chanson pour la coupe du monde de football, ou encore The answer, la bande originale du film chinois Bishonen. Pour cet album, Coco devient également la partenaire de Jackie Chan à qui elle donne la réplique dans la version en mandarin de Mulan et interprète Reflection, la bande originale du film.
Elle enregistre ensuite Missing you in 365 days, la bande originale du dessin animé Lotus lantern, qui apparaît sur son maxi single Take a chance on love.
Le 2 août 1998, Coco donne un concert à Taipei pour sa tournée "Million fans concert" devant quelque 30 000 fans, un record à Taïwan que seul Michael Jackson a battu. En novembre de la même année, elle donne un concert au Bally à Las Vegas. En 1999, elle enregistre When you tell me that you love me avec Julio Iglesias. Cette chanson apparaît sur la version asiatique de l'album de Julio My Life: The Greatest Hits. La même année, Coco chante la bande originale en mandarin du film Coup de foudre à Notting Hill, intitulée Married you. Le titre apparaît sur son album From here to eternity sorti en mai 1999. Il contient également les tubes Stay with me et Mirror, qui deviendra le single le mieux vendu en Asie. Plus tard, elle est invitée par Michael Jackson à son concert de charité en Corée du Sud "Michael Jackson and friends". Elle y chante devant une audience de 60 000 personnes.
Ses débuts aux États-Unis ont lieu en novembre 1999, avec l'arrivée mondiale de l'album Just no other way. Repérée par Tommy Mottola, président de Sony music international à l'époque, Coco Lee est la première chanteuse chinoise à signer un contrat avec Sony Music aux États-Unis. L'album contient notamment les titres Do you want my love en duo avec le rappeur AZ, mais aussi Before I fall in love (bande originale de Just married (ou presque) (OT Runaway bride), numéro 1 au classement "MTV Asia Hitlist"), ou encore Can't get over en duo avec la chanteuse Kelly Price. L'album est diffusé aux États-Unis, en Asie, mais aussi en Australie et un peu en Europe.

### Les années 2000
Le 28 janvier 2000, sort le best of mandarin The best of my love qui comprend 2 nouvelles chansons. Elle enregistre ensuite We meet the future avec d'autres artistes dont Wang Lee-hom, Jeff Chang ou encore Harlem Yu.
Le 28 août 2000, Coco sort son nouvel album You & Me. Le single True lover est no 1 sur les radios asiatiques pendant un record de 13 semaines consécutives. Elle accompagne ensuite Ricky Martin dans sa tournée en Asie et chante auprès de lui à Taipei, à Hong Kong, à Singapour, à Séoul et au Japon,. Elle enregistre ensuite A love before time, la bande originale du film Tigre et Dragon en mandarin et en anglais.
Le 26 mars 2001, Coco interprète A love before time aux oscars (73e Annual Academy Awards) à Los Angeles, nommée comme meilleure musique de film. Elle est la première et unique chinoise à avoir participé à cet évènement qui marque un tournant dans sa carrière. En octobre 2001, sort son album suivant Promise Coco. Il contient des tubes incontournables comme So crazy, Dao ma dan en duo avec Jay Chou, Baby I'm sorry  une reprise de A Puro Dolor des Son By Four, ou encore I'm still in love, la bande originale du film Un amour à New York (OT Serendipity). Coco participe ensuite à la chanson New Beijing Olympic games avec d'autres artistes, pour célébrer l'annonce du déroulement des jeux olympiques de 2008 à Pékin pour la première fois. La même année, elle part en tournée "Promise Coco" et comptabilise 170 000 spectateurs pour 3 villes seulement (Shenzhen, Wuhan et Shanghai), un record de vente de places de concert en Chine.
En décembre 2001, Coco donne un concert de Noël au Mandalay Bay à Las Vegas.
Son album de remix D. is Coco sort le 17 juin 2002. Il contient 4 nouvelles chansons, notamment Aegean Sea et From the beginning til' the end, une chanson contre le tabac en duo avec le chanteur Jacky Cheung. Le 2 novembre 2002, Coco interprète l'hymne américain aux NBA à Houston, devenant la première chinoise à l'avoir fait.
En 2003, elle anime les "MTV Asia Music Awards" à Singapour avec Shaggy et chante également à ses côtés. Elle enregistre ensuite la bande originale coréenne du film Charlie's Angels 2, intitulée All around the world. Elle se lance également dans le cinéma, avec son premier rôle dans Master of everything, une comédie romantique sortie dans les cinémas asiatiques en juillet 2004. Le film est nommé au festival du film de Beverly Hills (en Californie) en tant que « meilleur film étranger » et il est diffusé au festival du cinéma chinois à Paris sous le titre Ça tourne au village.
En 2005, elle sort son deuxième album américain Exposed sous le label Sony BMG. Enregistré à New York, sa réalisation aura nécessité plus de trois ans de travail et aura coûté près d'un million de dollars US. Coco a écrit 8 chansons sur 12. Il contient entre autres la chanson No doubt en duo avec le rappeur indien Blaaze, mais aussi Magic words et All around the world enregistrée en 2003. Bien que l'album soit censuré en Chine continentale pour ses paroles jugées osées dans plusieurs chansons telles que So good ou Touch, il remporte un franc succès dans toute l'Asie.
La même année, Coco interprète aux Philippines Do you want my love et I will survive avec la chanteuse Regine Velasquez.
Elle chante également son tube Reflection aux côtés de Lea Salonga pour célébrer l'ouverture du parc Disneyland à Hong Kong. Pour cette occasion, elle enregistre également la version chinoise de la bande originale de Pocahontas Colors of the wind qu'elle avait déjà chanté en anglais en 1996 dans son album Coco's party. Plus tard, sa statue est créée au musée de cire Madame Tussauds à Shanghai.
En 2006, Coco revient avec un nouvel album mandarin Just want you. Il contient notamment les titres Hip hop tonight en duo avec le chanteur Vanness Wu, Dangerous lover une reprise de A love to kill de la chanteuse coréenne Lee Soo Young, ou encore Never ending love une reprise de Boombox de Kylie Minogue. Puis Coco change de maison de disques et signe chez Warner.
Le 22 et 23 septembre 2007, elle donne deux concerts aux États-Unis, un au Harrah à San Diego et l'autre au Shoreline Amphitheatre à San Francisco. La même année, elle enregistre avec Sun Nan, Forever Friends pour les Jeux olympiques de 2008 à Pékin.
Le 20 mai 2008, Sony Music sort le best of 1994-2008 Best collection qui comprend 4 nouvelles chansons.
En 2009, aux États-Unis, E! Entertainment élit Coco 15e de sa liste "The world's 25 sexiest pop divas", la plaçant devant Madonna, Jennifer Lopez ou encore Kylie Minogue. Le 17 juillet, elle donne un grand concert au Walt Disney Concert Hall à Los Angeles. Elle est la première chinoise à avoir chanté en ce lieu. Elle y interprète notamment trois chansons de Michael Jackson Gone too soon, Rock with you et The way you make me feel en hommage à son idole. Son album suivant East to West sort le 14 août 2009. Il contient entre autres les titres Party time, Turn qui est la bande originale du film d'animation 3D pour l'exposition universelle de Shanghai The Legend of Silkboy, mais aussi Love now une reprise de Maybe de Jay Sean, ou encore BYOB (Bring your own bag) une chanson en faveur de l'écologie. Elle enregistre ensuite la chanson Smile Shanghai avec d'autres artistes tels que JJ Lin, Andy Lau, Jam Hsiao ou encore Jane Zhang pour l'exposition universelle de Shanghai.

### Les années 2010
Une version limitée de son album East to west sort le 17 mars 2010. Il contient un remix de Turn et 2 nouvelles chansons : Hello C et Younger and longer, la chanson d'anniversaire des 50 ans de la poupée Barbie.
Le 27 mars 2010, Coco entame sa tournée "East2West" au stade Arena à Taipei, puis enchaîne à l'Encore Theatre du Wynn Casino à Las Vegas le 3 et 4 juillet, au Singapore Indoor Stadium à Singapour le 2 octobre et à Nanning le 16 décembre.
Le 7 avril 2011, la chanson Dreams on oriental seas en duo avec Sun Nan est diffusée. Elle est le thème des mondiaux de natation de Shanghai qui débutent le 16 juillet 2011.
Le 25 juin de la même année, sort sa chanson Four seas alliance, la bande originale de la série chinoise All men are brothers.
Coco enregistre ensuite How am I supposed to live without you avec Michael Bolton. La chanson apparaît sur la version asiatique de l'album de Michael Bolton : Gems: The Duets Collection.
À l'occasion de son mariage, Coco écrit et enregistre la chanson I just wanna marry you, destinée à son mari Bruce. Elle est diffusée le 24 octobre 2011 en version anglaise et chinoise. Le 17 décembre 2011, Coco participe au grand concert "Booey Lehoo" à Pékin et chante avec John Legend, Shunza ainsi que Will.i.am et Apl.de.ap du groupe Black eyed peas.
Le 9 février 2012, elle continue sur sa lancée en participant au concert de charité "I am Angel" au Hollywood Palladium à Los Angeles et chante de nouveau avec Will.i.am, Apl.de.ap et Taboo Nawasha des Black eyed peas. Son best of Ultimate Coco sort avec Sony Music le 24 février à Taiwan et le 2 mars partout ailleurs. Coco participe ensuite au thème des jeux olympiques de 2012 Best wishes from Beijing avec de nombreux artistes tels que Jackie Chan, Zhang Ziyi, Han Hong, Liu Yifei et bien d'autres. La chanson est diffusée le 22 juillet 2012.
Le 7 février 2013, elle participe de nouveau au concert de charité "I am Angel" au Avalon Hollywood à Los Angeles avec les Black eyed peas. 
Coco fait partie du jury de la première saison de l'émission "Chinese Idol" ("La nouvelle star" en Chine) avec Han Hong, Wang Wei-chung et Huang Xiaoming, diffusée à partir du 19 mai 2013.
Son nouvel album Illuminate sort le 31 mai 2013 chez Universal. Il contient notamment les chansons Knock knock, Stuck on u, I just wanna marry you (sa chanson de mariage) ou encore Can't it be, la bande originale de la série A good wife.
Le 5 juillet 2014, Coco fête ses 20 ans de carrière lors d'un grand concert de charité à Hong Kong avec le musicien Chiu Tsang Hei. Les fonds récoltés sont donnés à la fondation "Hong Kong cancer fund's Pink Revolution" dont Coco est l'ambassadrice.
De retour au cinéma, Coco joue le rôle d'une professeur de danse dans le film Forever young réalisé par He Jiong  aux côtés de Li Yi Feng. Le film sort au cinéma en Chine le 10 juillet 2015. Par la suite, elle devient juge de l'émission "Super Idol" diffusée à partir du 10 juillet 2015.
Coco participe à la quatrième saison de l'émission I am a singer diffusée à partir du 15 janvier 2016. Elle remporte la première place le 8 avril 2016. Après avoir interprété la bande originale du film Tigre et Dragon quinze ans plus tôt, Coco est choisie pour enregistrer Eternal breath, la bande originale du film Tigre et Dragon 2 : The Green Destiny en duo avec Jam Hsiao. La chanson est diffusée le 1er février 2016 en mandarin et le 4 mars 2016 en anglais.
Le 18 janvier 2017, son nouveau single 18 est diffusé. Une tournée du même nom commence le 6 mai 2017.
Le 10 avril 2019, sa chanson You & I est diffusée. Elle devient ensuite juge de l'émission World's got talent en Chine aux côtés de David Foster. Le 21 juin 2019, débute la tournée You & I pour fêter ses 25 ans de carrière, au stade Arena à Taipei. Le même jour, elle sort avec Sony Music un album de best of intitulé You & I : 25th anniversary album qui contient les chansons 18, You & I ainsi que 3 nouvelles chansons Fancy, Broken et I don't care en featuring avec la rappeuse Vava.

### Les années 2020
Plus de 20 ans après, Coco Lee est de nouveau choisie pour interpréter la bande originale du film Mulan de Disney. La chanson sort le 29 août 2020.
Depuis octobre 2020, elle participe à l'émission Sing with legends.

### Mort
Atteinte de dépression, Coco Lee tente de se suicider le 2 juillet 2023, et elle meurt des suites de cette tentative le 5 juillet au Queen Mary Hospital de Hong Kong, à l'âge de 48 ans.

### Engagements
- En 2000, Coco enregistre la chanson Hand in hand, visant à récolter des fonds pour la recherche contre le SRAS, avec d'autres artistes tels que Wang Lee-hom, Stephanie Sun, Elva Hsiao ou encore Jolin Tsai.
- En 2002, elle enregistre A dream of one, une chanson contre le racisme, en duo avec le chanteur coréen Jin Young Park.
- En 2003, elle participe à la campagne anti-tabac avec le slogan « Love Coco No Tabaco ». Puis elle se mobilise contre le piratage, très présent en Asie.
- En 2004, Coco est nommée ambassadrice de la lutte contre le sida chez les jeunes puis ambassadrice de l'UNICEF[14].
- Fin mars 2011, Coco est invitée par Jackie Chan à chanter dans la version cantonaise de Succomb not to sorrow, le thème officiel de "Artists 311 Love Beyond Borders" visant à soutenir le Japon après le séisme à Fukushima, aux côtés de nombreux autres artistes tels que Eric Tsang, Aaron Kwok, Donnie Yen ou encore Andy Lau.
- En septembre 2012, elle est nommée ambassadrice de la fondation "Hong Kong cancer fund's Pink Revolution"[15], qui collecte des fonds pour la recherche contre le cancer du sein.

### Vie privée
En 2005, Coco se fiance à Bruce Philip Rockowitz, un homme d'affaires canadien. Bruce est né à Los Angeles en 1959 mais vit à Hong Kong depuis de nombreuses années. Il est le vice-président et chef de direction de Global Brands Group et président de Pure Group (fitness et restaurants "Red"). Il a deux filles Sarah et Rachel d'une première union.
Coco et Bruce se marient le 27 octobre 2011 à Hong Kong.

## Discographie

### Albums
Label : Fancy Pie
Label : Sony
Label : Warner
Label : Universal

### Maxi singles
Label : Sony

### Compilations
Label : Capital Artists et Fancy Pie

## Vidéographie

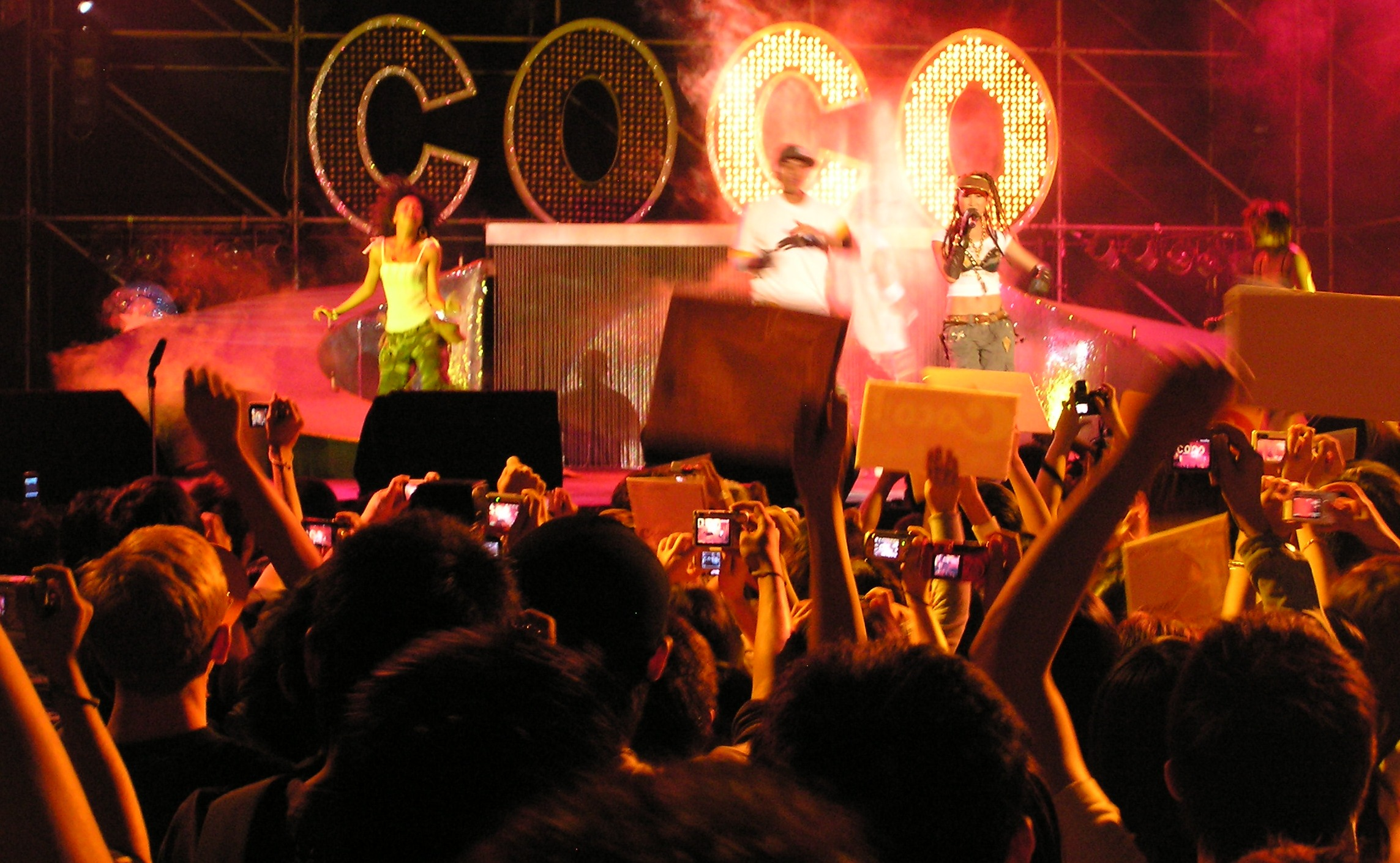
Coco (à droite) chantant Hip Hop Tonight.

Label : Fancy Pie
Label : Sony

## Contrats publicitaires
- En 1995, elle représente les produits de beauté Elizabeth Arden et les produits de coiffure Wella.
- En 1996, elle tourne dans la publicité pour les yaourts Yogo, les produits de beauté Nivea Soft puis les serviettes hygiéniques 好自在 P&G. Elle devient ensuite l'égérie pour les poupées Barbie de Mattel.
- En 1997, Coco est demandée par la marque de bijoux De Beers.
- En 1998, elle tourne dans de nombreuses publicités pour Les téléphones portables Bird, ainsi que pour les boissons au citron 非常柠檬.
- En 2000, c'est au tour de Tommy Hilfiger et son parfum Tommy Girl, qui apparait dans son clip Another woman's perfume. Elle devient ensuite ambassadrice de la marque de bijoux Cartier.
- En 2001, Coco est nommée ambassadrice de la marque Chanel.
- En 2002, elle tourne des publicités pour la marque de prêt-à-porter Fransition, pour les collants Bonas, les motos 康超集团 Health Exceed China Kangchao Group et les produits de coiffure 好迪.
- En 2003, Coco est l'égérie de la marque de gâteaux et boissons Fujian Fuma Food Group.
- En 2004, elle est ambassadrice de la marque de montres et bijoux Omega.
- En 2005, elle pose pour le groupe Pure Yoga et Pure Fitness.
- En 2006, Coco est l'égérie pour le téléphone portable Sony Ericsson K618i qui apparaît à plusieurs reprises dans son clip Hip hop tonight.
- En 2009, elle représente la marque de bière LiQuan, les produits de beauté La Mer ainsi que Pat's et les jus de fruits Hello C de la marque 娃哈哈.
- En 2010, elle est l'égérie de la marque de prêt-à-porter Hang Ten puis devient ambassadrice de la marque Estée Lauder.
- En 2013, elle devient ambassadrice de la marque de bijoux Sunfeel Jewelry.

## Récompenses
Liste non exhaustive.
Awards 1994
- Artiste la plus populaire sur 10 nommées
- Meilleure nouvelle artiste

the Golden Dragon Chart Awards 1996
- L'album le mieux vendu de l'année 1996 (Coco Lee)
- Meilleur clip (Yesterday's passion)

Awards 1997
- Meilleure artiste sur 10 nommées

MTV Asia Music Awards 1998
- Meilleur album (Di da di)
- Meilleur clip (Di da di)

MTV/CCTV Chinese Music Awards 1999
- Artiste de l'année 1999

Radio Music Awards 1999 (Singapore)
- Meilleure arrivante internationale

Yale and Harvard Universities 2000
- La sino-américaine de l'année 2000
- Meilleure artiste de l'année 2000

Awards in Hong Kong 2001
- Meilleure artiste de l'année 2001
- Artiste de l'année 2001 sur 10 nommées
- Meilleure chanson originale de film (a love before time)

International Golden Melody Awards Malaysia 2001
- Show-woman la plus populaire

M'sia Awards 2002
- Meilleure chanson de l'année 2002

MTV/CCTV Chinese Music Awards 2002
- Meilleure artiste de l'année 2002

MTV Style Awards China 2003
- Artiste internationale de l'année 2003
- Meilleure artiste asiatique

Festival de Changchun 2004
- Meilleur nouveau talent (Master of everything)

Lycra Style Awards 2004
- La mieux habillée de l'année 2004 sur 10 nommées

QQ Star Awards 2010
- Chanteuse de l'année 2009
- Album de l'année 2009 (East to west)

Hit Music Awards 2010
- Meilleure chanson de l'année 2009 (BYOB)
- Meilleure artiste de Taiwan et Hong Kong de l'année 2009

Awards 2010
- Élue Chinese Barbie Dream Girl sur 10 nommées

Baccarat 100 Issues Party 2012
- La meilleure couverture du magazine Baccarat

Prestige ICON Awards 2012
- Icône du magazine Prestige

Esquire magazine award 2013
- La plus belle femme de l'année 2013

18th China Music Awards on Channel [V] 2014
- Chanteuse chinoise internationale la plus populaire de l'année 2014
- Chanteuse asiatique la plus élégante de l'année 2014

22th China Music Awards on Channel [V] 2019
- Meilleure influenceuse
- Meilleure artiste internationale en Asie